# Héctor Carretero
Héctor Carretero Milla (Madrigueras, 28 mei 1995) is een Spaans voormalig wielrenner en huidig ploegleider van Victoria Sports Pro Cycling.

## Carrière
In 2016 behaalde Carretero namens het Spaanse clubteam Lizarte meerdere overwinningen in het Spaanse amateurcircuit, waaronder een etappeoverwinning in de Ronde van Palencia. Dit leverde hem per ingang van 2017 een tweejarig contract bij Movistar Team op.
Zijn debuut voor de Spaanse formatie maakte Carretero in de Challenge Mallorca, waarvan hij twee manches reed. In maart maakte hij zijn debuut in de World Tour, toen hij mocht starten in Milaan-San Remo. Bij zijn debuut in La Primavera eindigde hij op plek 149. In juni maakte hij deel uit van de vijfkoppige selectie die, dankzij Carlos Betancur, de klimkoers van de eerste Hammer Series wist te winnen.
In 2022 reed Carretero zijn eerste Ronde van Spanje. Door een besmetting met COVID-19 verliet de Spanjaard na de tiende etappe voortijdig de wedstrijd.

## Overwinningen
2017
1e etappe Hammer Sportzone Limburg
2020
Bergklassement  Tirreno-Adriatico
2021
2e etappe Ronde van Asturië

## Resultaten in voornaamste wedstrijden
| Jaar | Ronde van Italië | Ronde van Frankrijk | Ronde van Spanje |
| ---- | ---------------- | ------------------- | ---------------- |
| 2017 |                  |                     |                  |
| 2018 |                  |                     |                  |
| 2019 | 88e              |                     |                  |
| 2020 | 79e              |                     |                  |
| 2021 |                  |                     |                  |
| 2022 |                  |                     | opgave           |
| 2023 |                  |                     |                  |

| Jaar | Milaan-San Remo | Gent-Wevelgem | Ronde van Vlaanderen | Parijs-Roubaix | Luik-Bast.‑Luik | Ronde van Lombardije | Waalse Pijl | Clásica San Sebastián |  | Wereldranglijsten |
| ---- | --------------- | ------------- | -------------------- | -------------- | --------------- | -------------------- | ----------- | --------------------- |  | ----------------- |
| 2017 | 149e            | 92e           | opgave               | opgave         |                 | opgave               |             | opgave                |  | 388e (UWT)        |
| 2018 | 151e            | 89e           | opgave               | opgave         |                 | opgave               |             |                       |  |                   |
| 2019 |                 | opgave        |                      |                |                 |                      |             | opgave                |  |                   |
| 2020 | opgave          |               |                      |                |                 | opgave               |             |                       |  |                   |
| 2021 |                 |               |                      |                |                 |                      |             | 35e                   |  |                   |
| 2022 |                 |               |                      |                |                 |                      |             |                       |  |                   |
| 2023 |                 |               |                      |                | opgave          |                      | opgave      |                       |  |                   |

## Ploegen
- 2017 –  Movistar Team
- 2018 –  Movistar Team
- 2019 –  Movistar Team
- 2020 –  Movistar Team
- 2021 –  Movistar Team
- 2022 –  Equipo Kern Pharma
- 2023 –  Equipo Kern Pharma

Amador · Anacona · Arcas · Barbero · Bennati · Betancur · Bico · Carapaz · Carretero · Castroviejo   · de la Parte · Dowsett · Erviti · Fernández · Jesús Herrada · José Herrada · Izagirre · Malori · Moreno · Oliveira · Pedrero · D. Quintana · N. Quintana · Rojas · Soler · Sutherland · Sütterlin · Valverde
Amador · Anacona · Arcas · Barbero · Bennati · Betancur · Bico · Carapaz · Carretero · Castrillo · de la Parte · Erviti · Fernández · Landa · Oliveira · Pedrero · D. Quintana · N. Quintana · Rojas · Rosón · Sepúlveda · Soler · Sütterlin · Valls · Valverde 
Amador · Anacona · Arcas · Barbero · Bennati · Betancur · Carapaz · Carretero · Castrillo · Erviti · Fernández · Landa · Mas · Oliveira · Pedrero · Prades · Quintana · Roelandts · Rojas · Rosón · Sepúlveda · Soler · Sütterlin · Valls · 
Valverde  · Verona
Alba · Arcas · Betancur (tot 31/08) · Carretero · Cataldo · Cullaigh · Elosegui · Erviti · Hollmann · Jacobs · Jorgenson · E. Mas · L. Mas · Mora · Norsgaard · Oliveira · Pedrero · Prades · Roelandts · Rojas · Rubio · Samitier · Sepúlveda · Soler · Torres · Valverde · Verona · Villella
Alba · Arcas · Carretero · Cataldo · Cullaigh · Elosegui · Erviti · García · González ·  Hollmann · Jacobs · Jorgenson · López (tot 1/10) · E. Mas · L. Mas · Mora · Mühlberger · Norsgaard · Oliveira · Pedrero · Rojas · Rubio · Samitier · Serrano · Soler · Torres · Valverde · Verona · Villella
Adrià · Agirre · Araiz · Arrieta · Berrade · Carboni (vanaf 9/9) · Carretero · J. Castrillo · Cobo · Galván · C. García Pierna · R. García Pierna · Jaime · D. Lopez · J. López · Marquez · Mendez · Miquel · Moreno · Novikov · Parra · Řepa · Ruiz · Sánchez · van der Tuuk · P. Castrillo (stagiair) · Fernandez (stagiair) · Retegi (stagiair)
Adrià · Agirre · Arrieta · Berrade · Carboni · Carretero · Castrillo · Cobo · Elosegui · Galván · C. García Pierna · R. García Pierna · Jaime · López · Marquez · Miquel · Parra · Řepa (tot 2/5) · Retegi · Ruiz · Sánchez · van der Tuuk · Aznar (stagiair) · Carrascosa (stagiair) · Dorenbos (stagiair)